# Montréal, arts interculturels
Il Montréal, arts interculturels (MAI) è un'Organizzazione non a scopo di lucro la cui missione è quella di sostenere e promuovere pratiche artistiche interculturali per consentire un dialogo tra le culture a Montréal. Il MAI sovvenziona e presenta progetti nel campo della danza, del teatro, delle arti visive e mediatiche, della parola parlata, ecc. Accompagna artisti emergenti o affermati e sostiene in particolare artisti provenienti da contesti culturali diversi. L'organizzazione dispone di un teatro, una galleria, un caffè e due sale prove.

## Storia
Nel 1990 è stato creato il Regroupement pour le développement des pratiques artistiques interculturelles. Nel 1989 il gruppo ha deciso di lavorare alla creazione di un nuovo spazio culturale a Montreal, ed è a Milton-Parc, strada Jeanne-Mance, che nel 1999 è stato istituito il MAI. L'organizzazione aveva poi un caffè, una galleria e due sale prove. Nel 2005 il MAI ha inaugurato il suo programma di accompagnamento per artisti, che sarà ribattezzato "Complices" nel 2018. Inizialmente il programma era rivolto principalmente ad artisti aborigeni e culturalmente diversificati, ma il programma si è gradualmente ampliato per includere artisti con disabilità, provenienti da minoranze linguistiche o comunità LGBT. Nel marzo 2020, il MAI è stato costretto ad annullare molti dei suoi spettacoli primaverili a seguito del decreto sanitario d'emergenza per contrastare la pandemia di coronavirus.

## Missioni
La missione principale del MAI è quella di incoraggiare il dialogo presentando approcci artistici interculturali a questioni di identità, genere, orientamento sessuale, religione, ecc. L'organizzazione ha quindi due missioni principali. Il primo è quello di accompagnare gli artisti nel loro sviluppo e/o promozione per stimolare produzioni ibride e approcci trasversali, multidisciplinari e interculturali. La seconda missione mira a rivolgersi a un pubblico variegato e a proporre un programma e workshop inclusivi sia per gli intenditori che per i neofiti. A tal fine, il MAI propone programmi di accompagnamento e un programma annuale. Di fronte alla mancanza di diversità culturale nelle arti contemporanee del Québec (provincia), il MAI ha proposto anche le arti contemporanee delle comunità nere.

### Programmazione
Ogni anno il MAI propone un programma ufficiale, con una ventina di artisti. Il programma comprende mostre (in media quattro all'anno), spettacoli di danza, musica e altri spettacoli nel teatro MAI e spettacoli presentati fuori dalle mura in collaborazione con altri spazi culturali di Montreal.